# Nick Fury
Kolonel Nicholas Joseph 'Nick' Fury is een personage uit de strips van Marvel Comics. Hij werd bedacht door Stan Lee en Jack Kirby en verscheen voor het eerst in Sgt. Fury and his Howling Commandos #1 (mei 1963).
Fury was in zijn beginjaren leider van een elite-eenheid van het Amerikaanse leger, met wie hij in de Tweede Wereldoorlog vocht. Later werd hij een CIA-agent en vanaf Strange Tales #135 (augustus 1965) een spion die werkte voor de fictieve organisatie S.H.I.E.L.D..
De Nederlandse stem van Nick Fury was voorheen Timo Bakker. Momenteel is de Nederlandse stem van Nick Fury Marcel Jonker.

## Publicatiegeschiedenis

### Sgt. Fury and his Howling Commandos
Fury verscheen in eerste instantie in de serie Sgt. Fury and his Howling Commandos, die zich afspeelde gedurende de Tweede Wereldoorlog. Hij werd geïntroduceerd als een sigarenrokende onderofficier die een radicale elite-eenheid van het Amerikaanse leger leidde. Deze serie liep 167 delen (Mei 1963 - december 1981), maar vanaf deel 120 (Juli 1974) bestond de serie alleen nog uit herdrukken van oudere strips. De Howling Commando’s vochten samen met onder anderen Captain America en Bucky in deel 13 (december 1964).

### Strange Talesen soloserie
In Strange Tales Vol. 1, #135 (augustus 1965) werd Fury, die inmiddels de rang van Kolonel had bereikt, een Koude Oorlog-spion en lid van de eveneens in deze strip geïntroduceerde organisatie S.H.I.E.L.D. (Supreme Headquarters International Espionage Law-enforcement Division). Hij kreeg er een nieuwe vijand bij, de HYDRA-organisatie. Binnen de reeks, waarin Fury de uitgave deelde met Dr. Strange, ontstond de serie Nick Fury: Agent of S.H.I.E.L.D.. Strange Tales liep door tot aan deel #168, waarna Fury zijn eigen stripserie kreeg, die eveneens de naam Nick Fury, Agent of S.H.I.E.L.D. had. Deze serie liep vijftien delen en werd stopgezet in november 1969. Er volgden drie herdrukken van november 1970 tot en met maart 1971.
Fury had een gastoptredens in andere titels, zoals Fantastic Four en Avengers. In 1972 kwam het honderdste deel van de serie Sgt. Fury and His Howling Commandos uit.
In 1988 publiceerde Marvel de zesdelige serie Nick Fury vs. S.H.I.E.L.D., gevolgd door een tweede Nick Fury: Agent of S.H.I.E.L.D.-serie. Deze liep 47 delen (september 1989 - mei 1993). Van april tot juli 1995 verscheen de vierdelige miniserie Fury of S.H.I.E.L.D..

## Biografie

### Jonge jaren en de oorlog
Nicholas Joseph Fury was de oudste van de drie kinderen van Jack Fury. Zijn vader maakte tijdens de Eerste Wereldoorlog deel uit van het Britse Royal Flying Corps. Hij had tijdens de oorlog de Manfred von Richthofen neergeschoten. Na de oorlog keerde Jack terug naar New York, trouwde met een vrouw wier naam niet bekend is en kreeg hij drie kinderen. Nick heeft een broer Jacob 'Jake' Fury (later de superschurk Scorpio, die de Zodiac groep oprichtte) en een zus, Dawn.
Alle drie groeiden op in de buurt Hell's Kitchen, Manhattan, New York. Nick was een amateurbokser. Hij verliet Hells Kitchen uiteindelijk met zijn vriend Red Hargrove om zijn dromen voor avontuur na te streven. Hun stunts met vliegtuigen trokken de aandacht van luitenant Samuel 'Happy Sam' Sawyer, die de twee rekurteerde voor een speciale missie in Nederland. Nick en Red voegden zich later bij het Amerikaanse leger, waar Fury de basistraining onderging onder commando van Sergeant Bass. Red werd gestationeerd in Pearl Harbor, Oahu, Hawaï. Hij kwam om bij de Japanse aanval op 7 december 1941.
Sawyer, nu kapitein, gaf Fury het commando over de primaire aanvalseenheid, die de bijnaam 'Howling Commandos' droeg en altijd de speciale missies kreeg. Fury leidde dit team gedurende de rest van de Tweede Wereldoorlog.

### C.I.A.
Tegen het eind van de Tweede Wereldoorlog raakte Fury zwaargewond door een landmijn in Frankrijk. Hij werd gevonden en genezen door Berthold Sternberg, die hem als testpersoon gebruikte voor zijn Infinity Formula. Na volledig te zijn genezen ging Fury werken voor de Office of Strategic Services (OSS), de voorloper van de Central Intelligence Agency (CIA). Na zes maanden dienst ontdekte hij de effecten van Sternbergs formule die zijn leven had gered: het vertraagde zijn veroudering. Echter, als hij niet geregeld een nieuwe dosis innam, zou het middel het tegenovergestelde effect krijgen en hem razendsnel laten verouderen. Hij zocht de dokter weer op, die de komende 30 jaar tegen betaling Nick van de formule bleef voorzien.
Veel later werd Nick door de CIA aangesteld als aanspreekpunt voor de vele supermensen die rond deze tijd begonnen te verschijnen. Gedurende deze tijd begon hij ook zijn bekende ooglapje te dragen. Dit kwam doordat als gevolg van een wond opgelopen in de oorlog hij langzaam blind werd aan dit oog.

### S.H.I.E.L.D.
Na te zijn gerekruteerd door Tony Stark werd Fury de tweede commandant van S.H.I.E.L.D. Oorspronkelijk was deze organisatie opgericht om de terroristische organisatie HYDRA te stoppen. Deze organisatie was gecreëerd door Nick grootste vijand uit de Tweede Wereldoorlog, Baron Wolfgang von Strucker (na een hervertelling van de originele continuïteit). Onder Fury’s bevel groeide S.H.I.E.L.D. uit tot een van de machtigste organistaties ter wereld, die door veel overheden werd gebruikt als bescherming. Nick liet S.H.I.E.L.D. ook strategische bondgenootschappen vormen met de Avengers en andere superhelden(teams).
Gedurende de "Secret War" crossover uit 2005, lanceerde Nick Fury een aanval op Latveria omdat dat land een massieve aanval op Amerika plande. Een jaar later lanceerde Latveria de tegenaanval, waardoor Nicks vriendschap met Captain Amerika stukliep en Fury werd ontslagen bij S.H.I.E.L.D.. Met meerdere internationale arrestatiebevelen uitgevaardigd tegen hem, was hij gedwongen onder te duiken.
Gedurende de Civil War #2 steunde Nick de helden die zich weigerden te registreren, en gaf enkele van de S.H.I.E.L.D. basissen die alleen hij kende aan Captain America

### Ultimate Nick Fury
In het Ultimate Marvel universum is Generaal Nick Fury een significant figuur. Zijn karaktersitieken zijn gelijk aan die van zijn tegenhanger uit de standaard strips, maar hij heeft in deze continuïteit de rang van generaal en is een Afro-Amerikaan, wiens gezicht is gebaseerd op dat van acteur Samuel L. Jackson (in de films wordt Ultimate Nick Fury ook gespeeld door Samuel L. Jackson). Dit terwijl de klassieke Nick Fury wit is.

## Nick Fury in andere media

### Marvel Cinematic Universe
Sinds 2008 verscheen het personage in het Marvel Cinematic Universe en wordt vertolkt door Samuel L. Jackson. Nick Fury is de leider van S.H.I.E.L.D. en werkt onder andere samen met Black Widow, Hawkeye en Maria Hill. Fury houdt al verschillende mensen zoals Tony Stark en Steve Rogers in de gaten. Wanneer Loki naar de aarde komt en samen met de Chitauri New York aanvalt ziet hij geen andere optie dan een groep superhelden samen te stellen die tegen Loki en de Chitauri kan strijden. Hij stelt het superheldengroep de Avengers samen met daarin Iron Man, Captain America, Black Widow, Hawkeye, Hulk en Thor. De groep weet het gevecht te winnen en worden als helden onthaald. Niet veel later is er een HYDRA leider ondergronds binnen gedrongen bij Fury zijn organisatie genaamd S.H.I.E.L.D., hierdoor wordt Fury verraden en wordt er door de Winter Soldier een poging gedaan om hem te vermoorden. Hij houdt zich voor dood en keert later met Captain America, Black Widow, Falcon en Maria Hill naar S.H.I.E.L.D. en weten daar de HYDRA leider te ontmaskeren. Alles lijkt weer op rolletjes te lopen totdat de schurk Ultron ten tonelen verschijnt. Fury en Hill helpen de mensen te evacueren en gaan later weer ondergronds. Een aantal jaar later valt de schurk Thanos de aarde aan, met behulp van zijn oneindigheidshandschoen laat hij de helft van de mensen tot as verpulveren waaronder Fury en Hill. Nick Fury is onder andere te zien in de volgende films en serie:
- Iron Man (2008) (post-credit scene)
- Iron Man 2 (2010)
- Thor (2011) (post-credit scene)
- Captain America: The First Avenger (2011) (post-credit scene)
- The Avengers (2012)
- Agents of S.H.I.E.L.D. (2013-2014)
- Captain America: The Winter Soldier (2014)
- Avengers: Age of Ultron (2015)
- Avengers: Infinity War (2018) (post-credit scene)
- Captain Marvel (2019)
- Avengers: Endgame (2019)
- Spider-Man: Far From Home (2019) (post-credit scene)
- What If...? (2021-2024) (stem) (Disney+)
- Secret Invasion (2023) (Disney+)
- The Marvels (2023)

### Televisieseries
- Fury had een aantal gastoptredens in de animatieserie Iron Man. Zijn stem werd in het eerste seizoen gedaan door Philip Abbott, en in het tweede seizoen door Jack Angel.
- Fury verscheen in verschillende afleveringen van de animatieserie Spider-Man: The Animated Series. Hierin werd zijn stem eerst gedaan door Philip Abbott, en later door Jack Angel.
- Fury maakt een cameo optreden in de eerste aflevering van de animatieserie Spider-Man Unlimited, waarin zijn stem werd gedaan door Mark Gibbon.
- Nick Fury verscheen ook een aantal maal in de animatieserie X-Men: Evolution, waarin zijn stem werd gedaan door Jim Byrnes.

### Film
- Nick Fury werd gespeeld door acteur David Hasselhoff in de televisiefilm Nick Fury: Agent of S.H.I.E.L.D. uit 1998.
- De Ultimate Marvel-versie van Nick Fury verscheen in de animatiefilms Ultimate Avengers (2006) en Ultimate Avengers 2. Zijn stem werd gedaan door Andre Ware.

### Computerspelen
- De Ultimate Marvel versie van Nick Fury kwam voor in het spel Ultimate Spider-Man.
- Nick Fury deed ook mee in X-Men Legends II: Rise of Apocalypse.
- Nick Fury verscheen in het videospel Marvel: Ultimate Alliance uit 2006.
- Nick Fury verscheen ook als een van de hoofdrolspelers in het Sega Genesis (Megadrive) en arcade spel "The Punisher".
- Sinds 2014 is er een verzamelfiguur van het personage Nick Fury voor het computerspel Disney Infinity. Zodra deze figuur op een speciale plaats wordt gezet, verschijnt het personage online in het spel. De Nederlandse stem voor dit personage wordt ingesproken door Marcel Jonker.